# L'assassinio di Papà Natale
L'assassinio di Papà Natale (L'assassinat du Père Noël) è un film del 1941 diretto da Christian-Jaque.
Si tratta di un adattamento dal libro omonimo di Pierre Véry.

## Distribuzione
Venne distribuito in Francia a partire dal 16 ottobre 1941; in Italia arrivò nei cinematografi nel 1947.

## Critica
(Leo Pestelli)